# معركة لوس أنجلوس (لعبة فيديو)
معركة لوس أنجلوس (بالإنجليزية: Battle: Los Angeles)‏ ، هي لعبة إلكترونية من نوع منظور تصويب الشخص الأول، صدرت بتاريخ 11 مارس 2011م، وتعمل على أنظمة بلاي ستيشن 3 وإكس بوكس 360 ونظام مايكروسوفت ويندوز.